# Англо-персидская война
Англо-персидская война (1 ноября 1856 — 4 апреля 1857 года) — война между Соединённым королевством Великобритании и Ирландии с одной стороны, и каджарской Персией — с другой. Причиной войны были претензии Персии на контроль над афганским городом Герат.

## Предыстория
Генеральный консул в Тебризе Н. П. Безак в письме Азиатскому департаменту Министерства иностранных дел Российской империи от 15 (27) апреля 1831 года писал: «Вообще англичане обратили ныне, кажется, большое внимание на торговлю свою в Персии». Он отметил, что торговая экспансия англичан в Иран началась по двум направлениям: через Тебриз из Трапезунда и через юго-восточные провинции силами Ост-Индской компании. Таким образом, англичане стремились захватить северные и южные рынки Ирана, вытеснив российских конкурентов.
В контексте «Большой игры» Великобритания хотела, чтобы Афганистан был дружественным ей государством, буферным между Британской Индией и российскими владениями в Средней Азии, и поэтому противодействовала персидскому влиянию в этой стране, так как при Каджарах Персия стала склоняться на сторону России. 
В 1856 году, после поражения России в Крымской войне у Великобритании оказались развязаны руки.
Решая свои геополитические задачи, Персия неоднократно пыталась захватить Герат силой (последние попытки были предприняты в 1838 и 1852 годах), но каждый раз была вынуждена отступить, столкнувшись с противодействием Великобритании. 
25 октября 1856 года она предприняла новую попытку и захватила город, несмотря на существующие англо-персидские договорённости.
Тем временем Великобритания уже проводила мобилизацию войск, связанную с дипломатическим скандалом в столице Персии, вызванным личной жизнью британского посла. Если бы не инцидент с Гератом, то, возможно, британская демонстрация силы ограничилась бы оккупацией пары островов в Персидском заливе, но в сложившейся ситуации генерал-губернатор Индии, получив приказ из Лондона, 1 ноября объявил войну Персии.

## Ход войны
Ужасы войны в Афганистане были ещё свежи в британской памяти, и поэтому вместо того, чтобы отправлять армию на помощь Герату по суше, было решено совершить морской десант на побережье Персидского залива и вынудить Персию отступить.
Дивизия под командованием генерал-майора Фостер Сталкера, состоящая из 2300 британских солдат и 3400 индийских сипаев из Бомбейского президентства, высадилась на юге Персии 4 декабря 1856 года на острове Харк, а 9 декабря десантировалась с него на материк и 10 декабря взяла Бушир. Вскоре разведка обнаружила, что в Ширазе размещено 4 тысячи персидских войск, и было решено, что выделенных сил недостаточно для наступления вглубь континента. В январе 1857 года на подмогу десанту была отправлена вторая дивизия, под командованием бригадного генерала Генри Хейвлока, а командующим всеми экспедиционными силами стал генерал-майор Джеймс Аутрам. Подкрепления высадились в Бушире 20 января.
После прибытия подкреплений британские войска выдвинулись в направлении города Боразджан, который персы оставили без боя, и 5 февраля достигли деревни Хушаб, возле которой был источник с хорошей водой. Не сумев навязать 6 и 7 февраля бой скрывающемуся в горах противнику, и столкнувшись с истощением продовольственных запасов, Утрам решил вернуться в Бушир, сделав по пути остановку у Хушаба. Вдохновлённые отходом британцев, персы подошли к их хушабскому лагерю, и 8 февраля состоялась битва при Хушабе, оказавшаяся крупнейшим сражением войны. Преследование разбитых каджарских войск выглядело непрактичным, и британцы вернулись в Бушир.
Было решено нанести новый удар дальше к северу, высадившись в устье реки Шатт-эль-Араб, для чего было выделено 1500 британских и 2400 индийских солдат. 19 марта британский десант подошёл к устью реки, и 24 марта войска уже находились в виду сильно укреплённого города Мохаммарра. Действия британцев были стеснены тем, что они не имели права заходить на территорию Османской империи, а Мохаммарра стоял прямо на границе, однако персы покинули город, и 27 марта он был занят британскими войсками. 13 тысяч персидских солдат, которыми командовал Ханлар-мирза, отступили в Ахваз. 1 апреля Ахваз был взят британцами, которые, вернувшись 4 апреля в Мохаммарру, узнали, что ещё 4 апреля в Париже был подписан мирный договор.

## Дипломатия
Сначала переговоры между Великобританией и Персией начались в Стамбуле, однако были прерваны после того, как британцы выдвинули неприемлемое для персов требование: отставка великого визиря.
Вскоре переговоры возобновились в Париже, и 4 апреля 1857 года был подписан мирный договор. В соответствии с его условиями Персия должна была вернуть Герат Афганистану, принести извинения британскому послу после его возвращения в Тегеран, заключить торговый договор и сотрудничать в деле борьбы с работорговлей в Персидском заливе. Британцы соглашались не предоставлять убежища в британском посольстве оппонентам шаха, отозвали требование смещения великого визиря, а также требование, касающееся территориальных концессий имама Маската (союзника Великобритании).

## Последствия
Персия ушла из Герата (который перешёл под контроль Дост Мухаммеда в 1863 году) и отказалась от вмешательства в дела Афганистана. Британские войска вернулись в Индию, где были брошены на подавление восстания сипаев.